# Markušići
Markušići su naseljeno mjesto u Republici Hrvatskoj u Zagrebačkoj županiji. 

## Zemljopis
Administrativno su u sastavu općine Žumberak. Naselje se proteže na površini od 1,40 km².

## Stanovništvo
Prema popisu stanovništva iz 2001. godine u naselju Markušići živi 10 stanovnika i to u 7 kućanstava. Gustoća naseljenosti iznosi 7,14 st./km².
| broj stanovnika | 119   | 162   | 177   | 185   | 162   | 148   | 144   | 132   | 138   | 133   | 88    | 51    | 30    | 25    | 10    | 6     | 2     |
|                 | 1857. | 1869. | 1880. | 1890. | 1900. | 1910. | 1921. | 1931. | 1948. | 1953. | 1961. | 1971. | 1981. | 1991. | 2001. | 2011. | 2021. |